# Resultados do Carnaval do Rio de Janeiro em 1931
Nesta página está listado o resultado do concurso de ranchos carnavalescos do carnaval do Rio de Janeiro do ano de 1931. O rancho Flor do Abacate sagrou-se bicampeão dos ranchos. As grandes sociedades não desfilaram. Os clubes não receberam subvenção do governo, o que impossibilitou a preparação dos desfiles.

## Ranchos carnavalescos
O "Dia dos Ranchos" foi organizado pelo Jornal do Brasil e realizado a partir da noite da segunda-feira, dia 16 de fevereiro de 1931, na Avenida Rio Branco. Devido à crise econômica, ranchos tradicionais como Ameno Resedá, Alliança Club e Caprichosos da Estopa decidiram não desfilar.
| Ordem dos desfiles                                                                  |
| 1. Elite Club do Realengo 2. Flor do Abacate 3. Arrepiados 4. Destemidos da Caverna |

### Julgadores
A comissão julgadora foi formada por Raul Pederneiras, Marques Júnior e A. Baptista Franco.

### Classificação
Flor do Abacate conquistou o bicampeonato.
| Col. | Rancho                 | Enredo                  |
| ---- | ---------------------- | ----------------------- |
| 1    | Flor do Abacate        | Atilla e os Hunos       |
| 2    | Arrepiados             | Nossas Tradições        |
| 3    | Elite Club do Realengo | Brasil Unido            |
| 4    | Destemidos da Caverna  | Pela Grandeza da Pátria |

## Sociedades carnavalescas
As grandes sociedades não desfilaram. Os clubes não conseguiram subvenção do governo para preparar seus préstitos, decidindo organizar apenas festas internas em suas quadras.